# 김목경 (고려)
김목경(金牧卿)은 고려의 문관이다. 본관은 김해이다. 
1331년(충렬왕 1) 삼중대광(三重大匡)에 이르렀다. 충혜왕(忠惠王) 때 조적(曺頔)의 난을 평정하는 데 공을 세워 금녕군(金寧君)에 봉해졌으나, 국사(國事)가 날로 어지러워짐을 보고 정당문학 이조년(李兆年)과 함께 누차 왕에게 간했으나 듣지 않자, 속리산(俗離山)에 들어가 세상과 인연을 끊고 미록(靡鹿)과 벗하여 여생을 마쳤다.

## 가족 관계
- 아버지 - 김주국(金柱國)
- 어머니 - 해주오씨(海州吳氏) - 좌정승 오달문(吳達周)의 딸
  - 배필 - 안동권씨(安東權氏) - 길창군 권진(權晋)의 딸
    - 장남 - 김보(金普)
    - 자부 - 낙안김씨(樂安金氏) - 상서 김남정(金南正)의 딸
      - 손자 - 김도문(金到門)
      - 손자 - 김달문(金達門)
      - 손자 - 김현문(金顯門)
      - 손자 - 김창문(金昌門)
      - 손녀 - 상조옹주(上朝翁主)
      - 손녀 - 김원구(金元龜)에게 출가

    - 차남 - 김저(金著)
    - 자부 - 경주김씨(慶州金氏) - 김수(金琇)의 딸
      - 손자 - 김경문(金慶門)
      - 손자 - 김응문(金應門)
      - 손자 - 김승문(金承門)
      - 손자 - 김창문(金彰門)

    - 삼남 - 김양(金暘)
    - 자부 - 경주이씨(慶州李氏) - 도첨의 이인무(李寅茂)의 딸
      - 손자 - 김한수(金漢守)

    - 사남 - 김수(金秀)
    - 자부 - 이씨(李氏)
      - 손자 - 김사검(金思儉)
      - 손자 - 김사언(金思彦)

    - 오남 - 김난(金蘭)
    - 자부 - 풍천임씨(豊川任氏) - 풍산군 임군보(任君輔)의 딸
      - 손자 - 김거(金据)
      - 손자 - 김여(金璵)
      - 손자 - 김기(金琪)
      - 손자 - 김광문(金光門)